# Neukölln Unlimited
Neukölln Unlimited es un documental alemán dirigido por Agostino Imondi y Dietmar Ratsch. La película sigue a los tres protagonistas -Lial, Hassan y Maradona- en el barrio berlinés de Neukölln. 

## Sinopsis
Una familia libanesa vive en Neukölln, un barrio de inmigrantes en Berlín. Lial, una chica, Hassan y Maradona, sus dos hijos varones, son sus tres hijos y se dedican al hip hop: Lial canta y sus hermanos hacen breakdance. Además de sobrevivir en Alemania, permanentemente deben evitar que los encuentre la policía de inmigración y los deporten.
El documental retrata el streetdance y el hiphop como contracultura de gueto a través de las historias de los tres chicos. Hay cine directo y reconstrucciones con animación.

## Premios
La película ganó el premio Oso de cristal a mejor película del jurado de la Generación 14plus en la edición de 2010 del Festival de Berlín.